# فلمپتون
فلمپتون (به انگلیسی: Flempton) یک روستا و محله مدنی در بریتانیا است که در St Edmundsbury واقع شده‌است. فلمپتون ۱۴۹ نفر جمعیت دارد.